# أكانيون
شعب اكان (بالإنجليزية: Akan people)‏ هم مجموعة عرقية شبه رحل يتمركزون في غانا وساحل العاج. ويتحدث الاكانيون اللغة الأكانيّة وهي لغة تنطق بشكل كبير في غانا وسورينام. وتحظى باهتمام من الحكومة الغانيّة في تطوير هذه اللغة، وأما عن عدد الناطقين بها، فيشكلون تقريباً 19 مليون نسمة يقطن أغلبهم في غانا وسورينام.